# 本多の森公園
本多の森公園（ほんだのもりこうえん）は、石川県金沢市本多町、出羽町、石引に跨る公園（都市公園）である。

## 概要
兼六園南側に位置する石川県営の都市公園で、多くの文化施設が整備されている。公園開設は1978年（昭和53年）4月1日で、敷地面積は5.9ha。開設者は石川県であるが、2007年（平成19年）からは指定管理者制度を導入し、公園の管理は指定管理者の「植宗・吉村グループ」が行っている。
本多の森公園は加賀藩期の家老本多家の武家屋敷が軒を連ねていたところで、戦後は金沢美術工芸大学の用地、北陸放送の社員駐車場などに利用されていた。
公園内には常緑広葉樹林が多く生育されており、公園内には散歩道が整備され金沢市民の憩いの場として親しまれている。また、夏季の朝夕には本多の森公園内でヒグラシの泣き声が聞くことができ、1996年（平成8年）に当時の環境庁（現在の環境省）が定めた日本の音風景100選に選ばれている（「本多の森の蝉時雨」）。

## 周辺施設

### 公園内
- 石川県立美術館
- 石川県立歴史博物館
  - 加賀本多博物館
- 石川県立能楽堂
- 石川県立伝統産業工芸館
- 石川護国神社
- 成巽閣
- 本多の森北電ホール
- 国立工芸館

### 公園周辺
- 兼六園
- 金沢神社
- 国立病院機構金沢医療センター
- 北陸学院中学校・高等学校
- 中村記念美術館
- 鈴木大拙館

## 交通
- 北陸鉄道バス - 「出羽町」・「成巽閣前」バス停下車。
- 金沢ふらっとバス（菊川ルート） - 「本多の森ホール」・「県立美術館」バス停下車。